# Au gré des flots
Au gré des flots est un film muet français réalisé par Louis Feuillade et sorti en 1913.

## Fiche technique
- Réalisation et scénario : Louis Feuillade
- Chef-opérateur : Georges Guérin
- Société de production : Société des Établissements L. Gaumont
- Format : Muet - Noir et blanc - 1,33:1 - 35 mm
- Durée : inconnue
- Date de sortie : France : décembre 1913

## Distribution
- Renée Carl
- Laurent Morlas
- René Navarre
- Suzanne Privat
- Edmond Bréon